# Neozavrelia nudalus
Neozavrelia nudalus är en tvåvingeart som beskrevs av Peter Scott Cranston 1989. Neozavrelia nudalus ingår i släktet Neozavrelia och familjen fjädermyggor.
Artens utbredningsområde är Saudiarabien. Inga underarter finns listade i Catalogue of Life.